# Marcilly-en-Villette
Marcilly-en-Villette är en kommun i departementet Loiret i regionen Centre-Val de Loire strax norr Frankrikes mitt. Kommunen ligger i kantonen La Ferté-Saint-Aubin som tillhör arrondissementet Orléans. År 2022 hade Marcilly-en-Villette 2 185 invånare.

## Befolkningsutveckling
Antalet invånare i kommunen Marcilly-en-Villette
| Referens: INSEE |